# 克拉斯涅 (阿納尼耶夫區)
47°29′29″N 29°57′41″E / 47.49139°N 29.96139°E
克拉斯內（烏克蘭語：Красне）是位於烏克蘭西南部的村莊，由敖德萨州波季利斯克区的多林斯凱市鎮負責管轄。該村始建於1930年，面積0.28平方公里，海拔高度180米，2001年人口97，人口密度每平方公里346.43人。